# Налимиха (микрорайон)
Налимиха — микрорайон (внутригородской посёлок) в Кировском районе города Перми Пермского края России.
В составе внутригородского посёлка несколько микрорайонов, бывших населённых пунктов (посёлок Кировский, деревень Заборная, Налимиха). Вошла как деревня Налимиха в черту города в 1941 году вместе с Закамском. Железнодорожная станция Курья, автобусное сообщение.

## Топоним
Согласно генплану города, именовался «Микрорайон Налимиха», получив название от деревни Налимиха, ныне Старая Налимиха.

## География
Микрорайон Налимиха расположен в правобережной части Перми к северу от железнодорожной линии.
В настоящее время границы микрорайонов Перми определить достаточно сложно вследствие отсутствия правоустанавливающих документов. В зависимости от точки зрения того или иного ведомства микрорайон является единым или подразделяется на более мелкие микрорайоны: поселок Кировский (район между железнодорожной линией и речкой Заборная, Старая Налимиха (дома по улицам Гаревая, Гаревая 1-я, Гаревая 2-я), Берёзовая Роща (жилой городок бывшей воинской части в лесу к северу от пос. Кировский и микрорайона Новая Налимиха) и Новая Налимиха (жилой микрорайон к северу от пос. Кировский по обе стороны речки Заборная).
Основные улицы микрорайона: Вольская, Заборная, Налимихинская, Мореходная

## История
Наиболее старым поселением в данной местности была деревня Заборная, известная с 1816 года. В 1869 году в ней числилось 27 дворов, в 1882 −17. До 1921 года деревня входила в Мысовскую волость, в 1930 году в ней насчитывалось 45 дворов и 225 жителей. Местный колхоз включен был когда-то в совхоз «Мысовский» Краснокамского района Пермской области. До 1917 года была основана также и деревня Налимиха (ныне Старая Налимиха). Поселок Кировский возник в 1929—1930-х годах. В 1933 году в поселке была построена школа (ныне средняя школа № 71, с 2023 г. школа Синтез). В 1941 году вместе с Закамском вся окружающая местность вошла в состав Перми.
С 1990-х годов обширные поля к северо-западу от Кировского поселка были переданы для частной застройки работникам предприятий Кировского района, но масштабное строительство здесь развернулось только после 2011 года с электрификацией, а в 2013 со всеобщей газификацией нового микрорайона. В соответствии с генеральным планом, разработанным в советское время, новая малоэтажная застройка получила название «Микрорайон Налимиха», со временем, стала рассматриваться как единое целое с соседним Кировским поселком.
До сравнительно недавнего времени на окраине микрорайона работал детский санаторий «Лесная сказка». Сейчас на этом месте работает пансионат «Вереск» (Агрономическая,22).

## Инфраструктура

### Социальная сфера
На территории микрорайона находятся:
- Средняя школа № 71 (с 2023 школа Синтез)
- Лыжная база «Прикамье»
- Пансионат «Вереск»
- Семейный центр «Мастерская детства»
- Магазины: Пятерочка, Магнит, Строймаркет, Садовый центр «Рябиника», Продукты на Налимихинской, Продукты на Мореходной, Кировский, Мясной.
- Аптеки
- Павильоны

### Промышленность
Работает компания по бутилированию артезианской воды «Родник Прикамья». Предполагается, что источником является подземное озеро на глубине 110 метров.

## Достопримечательности
Бюст героя Советского союза Ивана Лядова, декоративный паровозик на станции Курья, бревенчатая башня у улицы Заборная.
В микрорайоне имеется Никольская Церковь, открывшаяся с 1943 года на базе отремонтированной старой часовни.

## Транспортное сообщение
- Автобусы маршрутов: 15, 20, 60, 65,66
- Железнодорожная станция Курья.